# Fleur Jaeggy
Fleur Jaeggy (Zúrich, Suiza, 1940) es una escritora suiza en lengua italiana.

## Biografía
Tras completar sus estudios en Suiza, Jaeggy se fue a vivir a Roma, donde conoció a Ingeborg Bachmann y Thomas Bernhard. En 1968 se fue a Milan a trabajar para la editorial Adelphi Edizioni y se casó con Roberto Calasso. Su primera obra maestra fue la novela I Beati anni del castigo (1989). El Times Literary Supplement nombró su novela Proleterka como el mejor libro de 2003. También es traductora al italiano de Marcel Schwob y Thomas de Quincey.Gran parte de su literatura ha recibido la definición de "Novelas Metafísicas", es considerada una autora "de Culto" y una de las autoras Italianas con mayor peso en el panorama mundial.
Jaeggy trabajó con el músico italiano, Franco Battiato, bajo el pseudónimo de Carlotta Wieck.

### Novelas
- Il dito in bocca, Adelphi Edizioni, 1968. Trad. esp. El dedo en la boca, publicada junto con Las estatuas de agua en un solo volumen traducido por Mª Ángeles Cabré y editado por Tusquets en 2025.[3]
- Le statue d'acqua, Adelphi, 1980. Trad. esp.: Las estatuas de agua. Barcelona: Alpha Decay, 2015. (Trad. de Mª Ángeles Cabré).
- I Beati anni del castigo, Adelphi, 1989. Trad. esp.: Los hermosos años del castigo. Barcelona: Tusquets, 1991. (Trad. de Juana Bignozzi).
- Proleterka, Adelphi, 2001. Trad. esp.: Proleterka. Barcelona: Tusquets, 2004. (Trad. de Angeles Cabré).
- Vite congetturali, Adelphi, 2009.

### Teatro
- L'angelo custode, Adelphi, 1971. Trad. esp.: El angel de la guarda. Barcelona: Tusquets, Cuadernos Ínfimos 1974. (Trad. de Mariano Solivellas.)

### Colecciones de relatos cortos
- La Paura del cielo, Adelphi, 1994. Trad. esp.: El temor del cielo. Barcelona: Tusquets, 1998. (Trad. de Flavia Company.)
- Sono il fratello di XX, Adelphi, 2014. Trad. esp.: El último de la estirpe. Barcelona: Tusquets, 2016. (Trad. de Beatriz de Moura.)

### Traducciones
- Marcel Schwob, Vite immaginarie, Adelphi, 1972.
- Thomas de Quincey, Gli ultimi giorni di Immanuel Kant, Adelphi, 1983.